# Halifax Mooseheads
A Halifax Mooseheads egy kanadai jégkorongcsapat az Új-Skócia-i Halifaxből. A klubot 1994-ben alapították, azóta a Ligue de hockey junior Maritimes Québec jégkorongbajnokság tagja. A csapat a Scotiabank Centre arénában játszik.

## Története
A klubot 1994-ben alapították.

## Helyezések
A klub története során 5 alkalommal jutott be a rájátszás döntőjébe, de egyedül a 2012-13-as szezonban nyerte meg a döntőt, és lett bajnok, illetve ebben az évben nyerte el a Memorial-kupát is.